# Optický vid
Optický vid či optický mód (anglicky: optical mode) je označení pro světelný paprsek, jehož elektromagnetické pole nemění během šíření prostorem či vlnovodem svůj tvar. Pro různá prostředí existují různé druhy vidů, jež se vyznačují různým průběhem svého elektromagnetického pole. Jednou z důležitých vlastností vidů je to, že lze každý, jakkoliv komplikovaný, optický paprsek v daném prostředí vyjádřit jako lineární kombinaci jednotlivých vidů. Jinými slovy, optické vidy tvoří bázi vektorového prostoru všech paprsků v daném prostředí. Pro studium obecného světelného paprsku včetně jeho šíření daným prostředím tak stačí uvažovat pouze chování jednotlivých vidů. Tato skutečnost značně zjednodušuje výpočty i numerické simulace popisující šíření paprsků. Různé obecné paprsky se pak liší pouze tím, jak moc je v nich ten který vid zastoupen.

## Rodiny optických vidů

### Besselovy svazky

Tvorba Besselových svazků pomocí axikonu a jejich samoléčící schopnost.

Řešením vlnové rovnice pro paprsek šířící se volným prostorem lze dostat Besselovy svazky, jejichž tvar je popsán Besselovou funkcí prvního druhu. Tyto svazky se vyznačují tím, že na rozdíl od ostatních paprsků ve volném prostoru se průměr těchto svazků nezvětšuje. Během šíření prostorem tak zůstává průřez Besselových svazků stejný. Besselovy svazky nicméně nesou nekonečnou energii a nejsou tudíž fyzikální. Lze však uvažovat přibližné Besselovy svazky, jež lze experimentálně zrealizovat pomocí optických prvků zvaných axikony. Tyto přibližné svazky mají tak zvanou samoléčicí schopnost, kdy lze do svazku vložit malý předmět či nečistotu, která zahradí část paprsku, Besselův svazek se ale po nějaké době vrátí do svého původního tvaru, viz obrázek napravo. Na rozdíl od skutečných Besselových svazků se nicméně ty přibližné po nějaké době rozpadnou a přestanou zachovávat během šíření prostorem svůj tvar.

### Hermiteovy-Gaussovy svazky

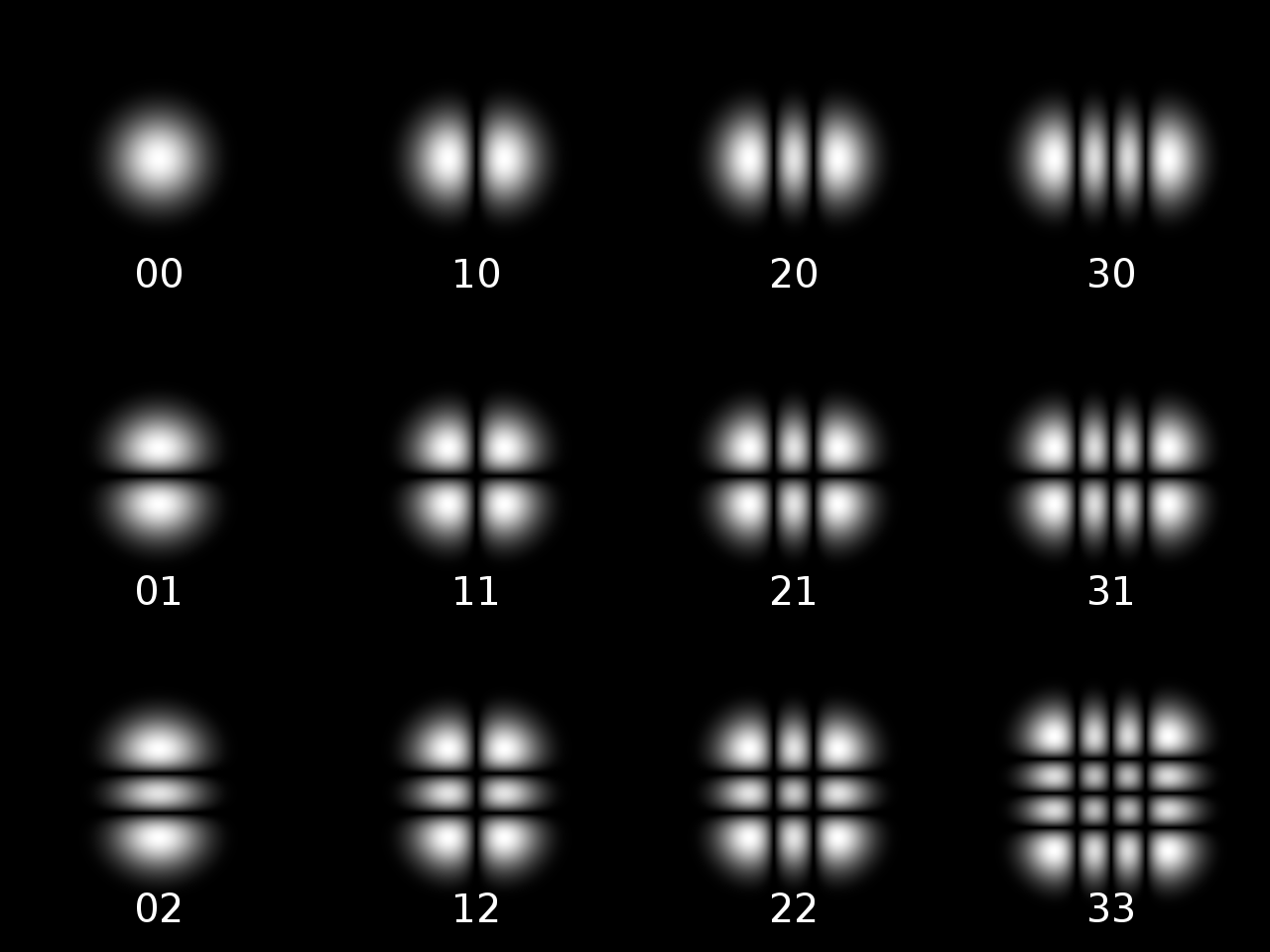
Profily intenzity vybraných Hermiteových-Gaussových svazků.

Další rodinou svazků šířících se volným prostorem jsou Hermiteovy-Gaussovy svazky, jejichž tvar je dán Hermiteovými polynomy modulovanými Gaussovou funkcí. Těchto svazků je nekonečně mnoho a jsou parametrizovány dvěma celými čísly. V kartézských souřadnicích je elektrické pole svazku zadaného indexy {\displaystyle l} a {\displaystyle m} tvaru
{\displaystyle {\begin{aligned}E_{l,m}(x,y,z)=&E_{0}{\frac {w_{0}}{w(z)}}\,H_{l}\!{\Bigg (}{\frac {{\sqrt {2}}\,x}{w(z)}}{\Bigg )}\,H_{m}\!{\Bigg (}{\frac {{\sqrt {2}}\,y}{w(z)}}{\Bigg )}\ \exp \left({-{\frac {x^{2}+y^{2}}{w^{2}(z)}}}\right)\exp \left({-i{\frac {k(x^{2}+y^{2})}{2R(z)}}}\right)\ \exp {\big (}i\psi _{l,m}(z){\big )}\exp(-ikz),\end{aligned}}}
kde {\displaystyle k} je vlnové číslo daného záření, {\displaystyle E_{0}} je normalizační konstanta, {\displaystyle w_{0}} je poloměr paprsku v krčku, {\displaystyle w(z)} je poloměr svazku ve vzdálenosti {\displaystyle z} od krčku, {\displaystyle R(z)} je odpovídající zakřivení vlnoplochy a {\displaystyle \psi (z)} je odpovídající Gouyova fáze. Tyto veličiny jsou zadány vztahy
{\displaystyle {\begin{aligned}w(z)&=w_{0}\,{\sqrt {1+{\left(z/z_{\mathrm {R} }\right)}^{2}}},\\R(z)&=z\left({1+{\left(z_{\mathrm {R} }/z\right)}^{2}}\right),\\\psi _{l,m}(z)&=(l+m+1)\arctan(z/z_{\mathrm {R} }),\end{aligned}}}
kde {\displaystyle z_{\mathrm {R} }} je takzvaná Rayleighova vzdálenost, jež je rovna {\displaystyle z_{\mathrm {R} }=\pi w_{0}^{2}/\lambda }, přičemž {\displaystyle \lambda } je vlnová délka záření. Konečně, {\displaystyle H_{l}} je {\displaystyle l}-tý Hermiteův polynom.
Jak lze nahlédnout z obrázku nalevo vykazují Hermiteovy-Gaussovy svazky osovou souměrnost kolem horizontální a vertikální osy. 

### Laguerreovy-Gaussovy svazky
Laguerreovy-Gaussovy svazky jsou další rodinou svazků pro šíření volným prostorem, jež jsou podobně jako svazky Hermiteovy-Gaussovy parametrizovány dvěma celými čísly, na rozdíl od nich však vykazují souměrnost středovou. Tvar elektrického pole pro Laguerreův-Gaussův svazek zadaný nezáporným indexem {\displaystyle p} a celým číslem {\displaystyle l} v cylindrických souřadnicích {\displaystyle (r,\phi ,z)} zní
{\displaystyle E_{l,p}(r,\phi ,z)={\sqrt {\frac {2p!}{\pi (p+|l|)!}}}{\frac {w_{0}}{w(z)}}\left({\frac {r{\sqrt {2}}}{w(z)}}\right)^{\!|l|}\exp \!\left(\!-{\frac {r^{2}}{w^{2}(z)}}\right)L_{p}^{|l|}\!\left({\frac {2r^{2}}{w^{2}(z)}}\right)\exp \!\left(\!-ikz-ik{\frac {r^{2}}{2R(z)}}+i\psi _{l,p}(z)\right)\exp(-il\phi ),}
kde význam symbolů {\displaystyle k}, {\displaystyle w_{0}}, {\displaystyle w(z)}, {\displaystyle R(z)} a {\displaystyle z_{\mathrm {R} }} je tentýž jako v sekci výše a kde je Gouyova fáze dána vztahem {\displaystyle \psi _{l,p}(z)=(|l|+2p+1)\arctan(z/z_{\mathrm {R} })} a {\displaystyle L_{p}^{|l|}} je zobecněný Laguerreův polynom.
Laguerreovy-Gaussovy svazky mají dobře definovaný orbitální moment hybnosti, jehož hodnota je rovna {\displaystyle \hbar l}, kde {\displaystyle l} je index výše a {\displaystyle \hbar } je redukovaná Planckova konstanta.

### Vidy v optických vláknech
Na rozdíl od volného prostoru, kterým se může světlo šířit neomezeně, představuje optické vlákno prostředí s hraničními podmínkami a světelný paprsek je tak svým rozsahem omezen pouze do vnitřku vlákna. Tyto hraniční podmínky značně omezují tvar i počet vidů, které se mohou vláknem účinně šířit. Optická vlákna se dělí na jednovidová vlákna, jež vedou jen jeden vid, a mnohavidová vlákna, která umožňují šíření vetšího počtu vidů. Každý z vidů se říší optickým vláknem lehce odlišnou rychlostí, kterýžto jev se označuje jako vidová disperze.